# فرودگاه میدستون
فرودگاه میدستون (به انگلیسی: Maidstone Aerodrome) یک فرودگاه همگانی است که یک باند فرود چمن دارد و طول باند آن ۸۳۳ متر است. این فرودگاه در کشور کانادا قرار دارد و در ارتفاع ۶۰۲ متری از سطح دریا واقع شده است.